# Naturschutzgebiet Sabelsee
Koordinaten: 53° 21′ 57,6″ N, 11° 57′ 19,8″ O
Das Naturschutzgebiet Sabelsee ist ein 37 Hektar umfassendes Naturschutzgebiet in Mecklenburg-Vorpommern. Es befindet sich südöstlich von Siggelkow und wurde am 18. Oktober 1939 ausgewiesen. Der Schutzzweck besteht in Erhalt und Wiederherstellung des flachen, ursprünglich nährstoffarmen Sabelsees mit umgebenden Mooren in einem seenarmen Sandergebiet Südwestmecklenburgs. Der Gebietszustand wird als unbefriedigend eingeschätzt. Nährstoffeinträge aus benachbarten Ackerflächen und die Aufgabe der traditionellen Acker- und Weidenutzung wirken sich nachteilig aus. Eine Einsichtnahme in die Schutzgebietsflächen ist vom Weg Redlin in Richtung Siggelkow sowie von einem Pfad am Ostufer möglich.